# Andrei Michailowitsch Chramow

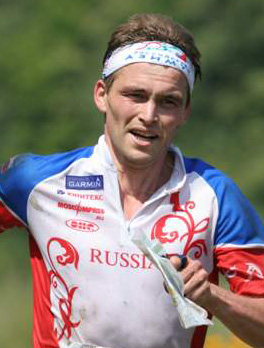
Andrei Chramow bei den Orientierungslauf-Weltmeisterschaften 2007

Andrei Michailowitsch Chramow (russisch Андрей Михайлович Храмов; * 17. Januar 1981 in der Baschkirischen Autonomen Sozialistischen Sowjetrepublik) ist ein russischer Orientierungsläufer, der seit 2005 bislang sechs Weltmeistertitel gewann (Stand 2012).

## Karriere
Chramow siegte als 18-Jähriger überraschend bei den Junioren-Weltmeisterschaften 1999 im bulgarischen Warna über die lange Distanz. 2001 konnte er im ungarischen Miskolc ein weiteres Mal diesen Titel gewinnen. 2003 startete er in Rapperswil erstmals bei der Weltmeisterschaft der Aktiven und belegte im Sprint den 16. Platz. Bereits ein Jahr später stieß er mit Silber bei den Europameisterschaften in Roskilde im Sprint zur Weltspitze vor. Mit der russischen Staffel gewann er im selben Jahr zudem auch noch WM-Silber. Im abschließenden Ranking des Gesamt-Weltcups 2004 belegte Chramow den zweiten Platz. 2005 gewann er im britischen Surrey Hills erstmals ein Weltcuprennen. Bei den Weltmeisterschaften im japanischen Aichi gewann Chramow über die Langdistanz seinen ersten WM-Titel. Seitdem konnte er bis 2010 bei jeden Weltmeisterschaften einen Titel gewinnen (2006, 2007 und 2010 mit der Staffel, 2008 und 2009 im Sprint). Den Gesamt-Weltcup konnte Chramow zudem für sich entscheiden. Bei den World Games 2009 auf Taiwan gewann er Gold im Sprint und mit der russischen Mixed-Staffel bestehend aus Dmitri Zwetkow, Julia Nowikowa, Chramow und Galina Winogradowa. Bei den World Games 2013 im kolumbianischen Cali gewann Chramow Silber im Sprint hinter Matthias Kyburz und belegte den achten Platz in der Mixed-Staffel sowie Platz 16 auf der Mitteldistanz. 
Andrei Chramow lebt in Sodowij bei Krasnodar. National läuft er für den Verein SKWO Rostow na Don aus Rostow am Don. International läuft er für den finnischen Klub Hiisirasti. Als Mitglied des Klubs OK Pan-Kristianstad wurde er 2006 schwedischer Meister im Sprint. 2004 schloss er sein Studium der Verkehrswissenschaften ab. Er ist verheiratet und hat mit seiner Frau einen Sohn und eine Tochter. Chramow startet auch  bei Leichtathletik-Wettbewerben. Seine 5000-Meter-Bestzeit steht bei 14:05 Minuten.

## Platzierungen
|                                                                                                   | Weltmeisterschaften | Weltmeisterschaften | Weltmeisterschaften | Weltmeisterschaften | Europameisterschaften | Europameisterschaften | Europameisterschaften | Europameisterschaften | World Games | World Games | World Games | Nord. Meisterschaften | Nord. Meisterschaften | Nord. Meisterschaften | Nord. Meisterschaften | GWC |
| Jahr                                                                                              | Sp                  | MD                  | LD                  | St                  | Sp                    | MD                    | LD                    | St                    | Sp          | MD          | St          | Sp                    | MD                    | LD                    | St                    | GWC |
| ------------------------------------------------------------------------------------------------- | ------------------- | ------------------- | ------------------- | ------------------- | --------------------- | --------------------- | --------------------- | --------------------- | ----------- | ----------- | ----------- | --------------------- | --------------------- | --------------------- | --------------------- | --- |
| 2003                                                                                              | 16.                 |                     |                     |                     |                       |                       |                       |                       |             |             |             |                       |                       |                       |                       |     |
| 2004                                                                                              | 16.                 |                     | 18.                 | 2.                  | 2.                    |                       | 5.                    | 5.                    |             |             |             |                       |                       |                       |                       | 2.  |
| 2005                                                                                              | 5.                  |                     | 1.                  | 12.                 |                       |                       |                       |                       |             |             |             |                       |                       |                       |                       | 1.  |
| 2006                                                                                              | 12.                 |                     | 3.                  | 1.                  | 3.                    |                       |                       | 6.                    |             |             |             |                       |                       |                       |                       | 25. |
| 2007                                                                                              | 10.                 |                     | 2.                  |                     |                       |                       |                       |                       |             |             |             |                       |                       |                       |                       | 33. |
| 2008                                                                                              | 1.                  |                     | 4.                  | 2.                  | 3.                    |                       | dsq.                  | 1.                    |             |             |             |                       |                       |                       |                       | 19. |
| 2009                                                                                              | 1.                  |                     | 39.                 | 2.                  |                       |                       |                       |                       | 1.          | 3.          | 1.          | 2.                    | 21.                   |                       |                       | 4.  |
| 2010                                                                                              | 8.                  |                     | 31.                 | 1.                  | 11.                   |                       | dsq.                  | 7.                    |             |             |             |                       |                       |                       |                       | 12. |
| 2011                                                                                              | 26.                 | 12.                 |                     | 5.                  |                       |                       |                       |                       |             |             |             |                       |                       |                       |                       | 31. |
| 2012                                                                                              | 5.                  |                     | dsq.                | dsq.                | dsq.                  |                       | n.q.                  | 5.                    |             |             |             |                       |                       |                       |                       | 43. |
| 2013                                                                                              |                     |                     |                     |                     |                       |                       |                       |                       | 2.          | 16.         | 8.          |                       |                       |                       |                       | 39. |
| Erklärung: GWC = Gesamt-Weltcup / Sp = Sprint, MD = Mitteldistanz, LD = Langdistanz, St = Staffel |                     |                     |                     |                     |                       |                       |                       |                       |             |             |             |                       |                       |                       |                       |     |